# Ястребна
Я́стребна (болг. Ястребна) — село в Силістринській області Болгарії. Входить до складу общини Ситово.

## Населення
За даними перепису населення 2011 року у селі проживали 5 осіб, з них 3 особи (60,0%) — турки.
Розподіл населення за віком у 2011 році:
Динаміка населення: